# 檀林

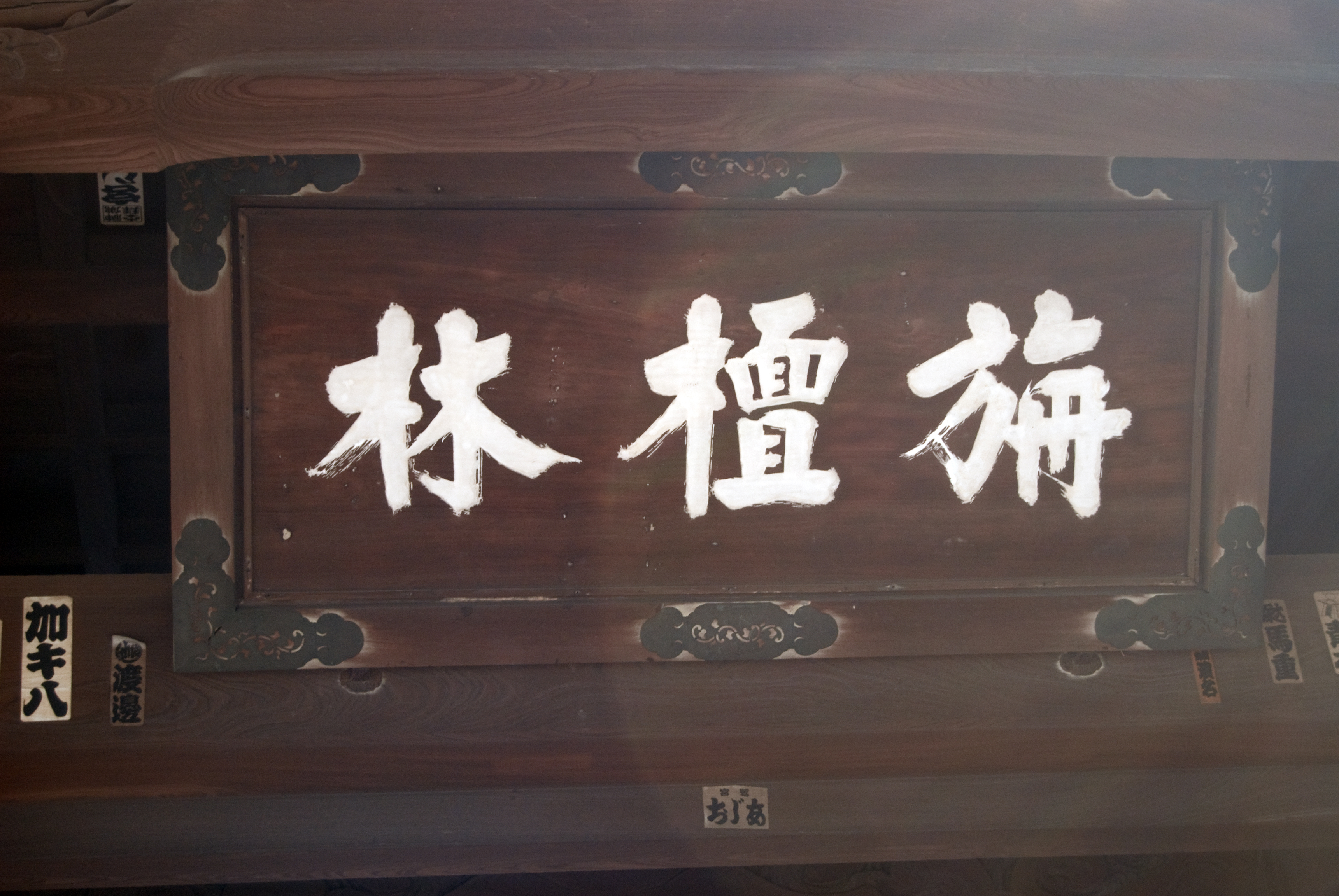
曹洞宗吉祥寺にある「旃檀林」学寮の扁額

檀林（だんりん）は、仏教寺院における僧侶の養成機関、仏教宗派の学問所。談所、談処、法談所、談義所、学寮、学林、禅林、などとも称された。

## 概要
檀林は、栴檀林の略で、僧侶の集りを栴檀の林に例え、仏教における学問所のこと。宗派の立場を超えた仏教学の研究が行われ、その中で学派も分かれていった。檀林は、学制発布により廃止されたが、大学として現在もその名跡を継いでいる。

## 各宗派の著名な檀林

### 天台宗
津金寺、中院、大光普照寺、千妙寺、月山寺、江戸崎不動院、宗光寺、薬王院、逢善寺、長福寿寺、龍蔵寺、真光寺、円乗寺

### 真言宗
関東十一檀林（真言宗智山派）- 高尾山薬王院、金剛寺、宝生寺、三宝寺、三学院、錫杖寺、法恩寺、明星院、龍花院、長久寺、一乗院
大蔵経寺、円楽寺、根来寺、興生寺、自性院、明王寺、六地蔵寺、長楽寺、大観寺、延命寺

### 浄土宗
関東十八檀林 - 増上寺、伝通院、霊巌寺、霊山寺、幡随院、蓮馨寺、勝願寺、大善寺、浄国寺、光明寺、弘経寺、東漸寺、大巌寺、弘経寺、大光院、善導寺、常福寺、大念寺
引込み紫衣地(紫衣檀林) - 金戒光明寺、百万遍知恩寺、清浄華院、大樹寺、宝台院、天徳寺、誓願寺

### 西山浄土宗
総持寺、正覚寺、曼陀羅寺

### 浄土真宗
- 高倉学寮
- 学林

### 曹洞宗
旃檀林

### 日蓮宗
関東三大檀林 - 飯高檀林、小西檀林、中村檀林
野呂檀林、玉造檀林、三昧堂檀林、南谷檀林、西谷檀林、松ヶ崎檀林、求法檀林、東山檀林、鷹峯檀林、山科檀林、鶏冠井檀林、尼崎檀林、大沼田檀林、細草檀林、宮谷檀林、大亀谷檀林、小栗栖檀林、三沢檀林

## その他
- 檀林寺 - 平安時代初期に創建された真言宗の寺院
  - 檀林皇后（橘嘉智子） - 同寺を創建した嵯峨天皇の皇后。